# الكونغو الوسطى
الكونغو الوسطى عرف سابقاً من 1997 حتى 2015 بـ باس-الكونغو أو الكونغو السفلى، هي واحدة من مقاطعات جمهورية الكونغو الديمقراطية الستة والعشرين.
- تبلغ مساحتها 53,920كم2.

محافظة الكونغو الوسطى

- يبلغ عدد سكانها 4,552,942 مليون منذ عام 2010.

## تاريخ التسمية
في فترة ما بعد الاستقلال كانت المنطقة التي تضم الآن الكونغو الوسطى كانت جزءاً من أقليم أكبر عرف بـ ليوبولدفيل جنباً إلى جنب مع مدينة كينشاسا ومناطق كوانغو وكويلو وماي ندومبييي عندما كانت تحت حكم استعمار البلجيكي، وبحيث كانت معروفة بـ محافظة الكونغو السفلى (من "أسفل نهر الكونغو") تم تغيير أسمها إلى الكونغو الوسطى بعد الاستقلال، وفي ظل نظام موبوتو تم تغيير اسم نهر الكونغو إلى زائير فأصبحت تعرف بـ زائير السفلى، ثم عادت إلى الكونغو السفلى بعد انهيار النظام، تم تغيير اسمها لاحقا الكونغو الوسطى في عام 2015 بحيث أصبحت جزءاً من المقاطعات ستة والعشرون الجديدة.

## الجغرافيا
هي تعتبر المحافظة الوحيدة التي لها خط ساحلي مطل على المحيط الأطلسي، تحدها مقاطعة كينشاسا في الشمال الشرقي، ومقاطعة كوانغو شرقاً، وجمهورية أنغولا في الجنوب وكذلك في جمهورية الكونغو وكابيندا في الشمال، عاصمة المحافظة هي ماتادي.